# サン＝ルナン
サン＝ルナン （Saint-Renan、ブルトン語:Lokournan）は、フランス、ブルターニュ地域圏、フィニステール県のコミューン。ブレストの北西約15kmの位置にある。

## 歴史
サン＝ルナンとは、アイルランド島生まれの隠者である聖ロナンに由来する。彼は5世紀に伝道のためブルターニュにやってきた。サン＝ルナンの町は中世に発展を遂げたが、ブレストの町はそれよりも小さかった。
1276年、ブルターニュ公ジャン1世はサン＝ルナンに、サン＝ルナンとブレストのbarre ducaleという名称の裁判所を設置した。
フランスによるブルターニュ併合後、サン＝ルナンは代官区の中心地となった。代官（fr）は民政と軍事の両方を司り、周囲37の教区を治めた。
1681年、ルイ14世はブレストに裁判所を移転させた。これがサン＝ルナンの経済的没落を招いた。
20世紀初頭、フィーユ・ド・クロワ修道会（fr）がサン＝ルナンに少女のための学校を開いた。
1960年代、イルデュ川沿いの湿地で鉱石の大鉱床が発見されたおかげで、サン＝ルナンはヨーロッパにおけるスズの一大中心地となった。スズ採掘のため掘られた穴は、その後川の水で満たされ、上流から下流に向かって6つの湖となっている。

## 人口統計
| 1962年 | 1968年 | 1975年 | 1982年 | 1990年 | 1999年 | 2006年 | 2010年 |
| ------ | ------ | ------ | ------ | ------ | ------ | ------ | ------ |
| 3077   | 3488   | 4550   | 5542   | 6576   | 6818   | 7243   | 7515   |

参照元:1999年までEHESS、2000年以降INSEE

## 出身者
- ブノワ・アモン - 政治家
- ノルウェン・ルロワ - シンガーソングライター
- ゴーティエ・ラルソンヌル - サッカー選手